# 島内颯太郎
島内 颯太郎（しまうち そうたろう、1996年10月14日 - ）は、福岡県福津市出身のプロ野球選手（投手）。右投右打。広島東洋カープ所属。

## 経歴

### プロ入り前
福津市立福間小学校3年時に投手兼遊撃手で野球を始め、福津市立福間中学校では軟式野球部に入部。福岡県立光陵高等学校進学後は1年秋から背番号11でベンチ入りし、2年の夏からはエースとなった。3年夏は福岡大会3回戦で敗退。
九州共立大学進学後は2年春にリーグ戦デビューをするものの、同秋は右肘の離断性骨軟骨炎により出場なし。
肘の痛みが癒えた3年春には球速が7km/hアップし、秋のリーグ戦にはチームを優勝に導き自身も防御率1位、MVPに輝く活躍も見せ12月の大学日本代表候補強化合宿に招集されるが、4年春はリーグで4勝を挙げるも制球を意識するあまりフォームを崩して不調に陥った。その後、夏にフォームを見直してオープン戦では自己最速の152km/hを記録し、秋のリーグ戦ではエースとして活躍。2018年10月27日に行われた九州大学野球選手権大会決勝戦において、東京ヤクルトスワローズに入団した久保拓眞との継投リレーで日本文理大学に勝利し、明治神宮野球大会の出場を果たす。明治神宮野球大会では、2回戦で島内が伊藤裕季也から2点本塁打を打たれ、立正大学に0対2で敗れた。
ドラフト3位以上でプロ入り、それ以下なら社会人野球という意志を自身が表明するなか、2018年10月25日のドラフト会議で広島東洋カープから2位で指名を受ける。同年11月16日広島との仮契約交渉に臨み契約金7000万円、年俸1000万円（金額はともに推定）で仮契約した。背番号は43。

### 広島時代
2019年は、25試合に登板し、防御率4.40を記録。オフに、200万増となる推定年俸1200万円で契約を更改した
2020年は、38試合に登板し、1勝0敗4ホールド、防御率4.54を記録。オフに、400万増となる推定年俸1600万円で契約を更改した。
2021年は4月に二軍降格するも、復帰後は塹江敦哉、ロベルト・コルニエルに代わりセットアッパーとして活躍。51試合に登板し0勝2敗15ホールド、防御率3.12を記録した。特に9月は13試合に登板し防御率0.82と活躍した。
2022年は開幕一軍入りを果たし、中継ぎで７試合連続で無失点に抑える好スタートを切ったが、徐々に打たれるケースが目立つようになり、5月中旬に一軍登録抹消となった。8月中旬に一軍に再昇格したが、1か月で再び抹消となるなど不本意なシーズンとなった。
2023年は開幕から一軍起用され、矢崎拓也との勝利の方程式を確立。栗林良吏の故障というチームのピンチを救い、8回を任されるとともに、5月28日のヤクルト戦ではプロ初セーブもマーク、また18試合連続無失点も達成。四球が多かった過去数年の欠点が大幅に改善された。結果として、球団史上初の最優秀中継ぎ投手タイトルを獲得した。リリーフタイトルとしても、1991年の大野豊（最優秀救援投手）以来32年ぶりとなった。12月23日に4700万円増となる推定年俸7000万円で契約を更改。その後の会見で9月に一般女性と結婚していたことを発表した。
2024年は3月29日の開幕戦・対横浜DeNAベイスターズ戦で先発九里亜蓮の降板後、同点の8回に2番手で登板するも、一死満塁のピンチを招き、大和に適時打を打たれ勝ち越され、これが決勝点となり敗戦投手となった。4月11日の対阪神タイガース戦では0-0の8回に2番手で起用され、1回を無失点に抑え、その裏にチームが先制したため、同年初勝利を挙げた。この年は勝ち運に恵まれ、最終的には床田寛樹と並ぶ球団トップタイの11勝をすべて救援で挙げた。12月8日に1800万円増の推定年俸8800万円で契約更改。

## プレースタイル・人物

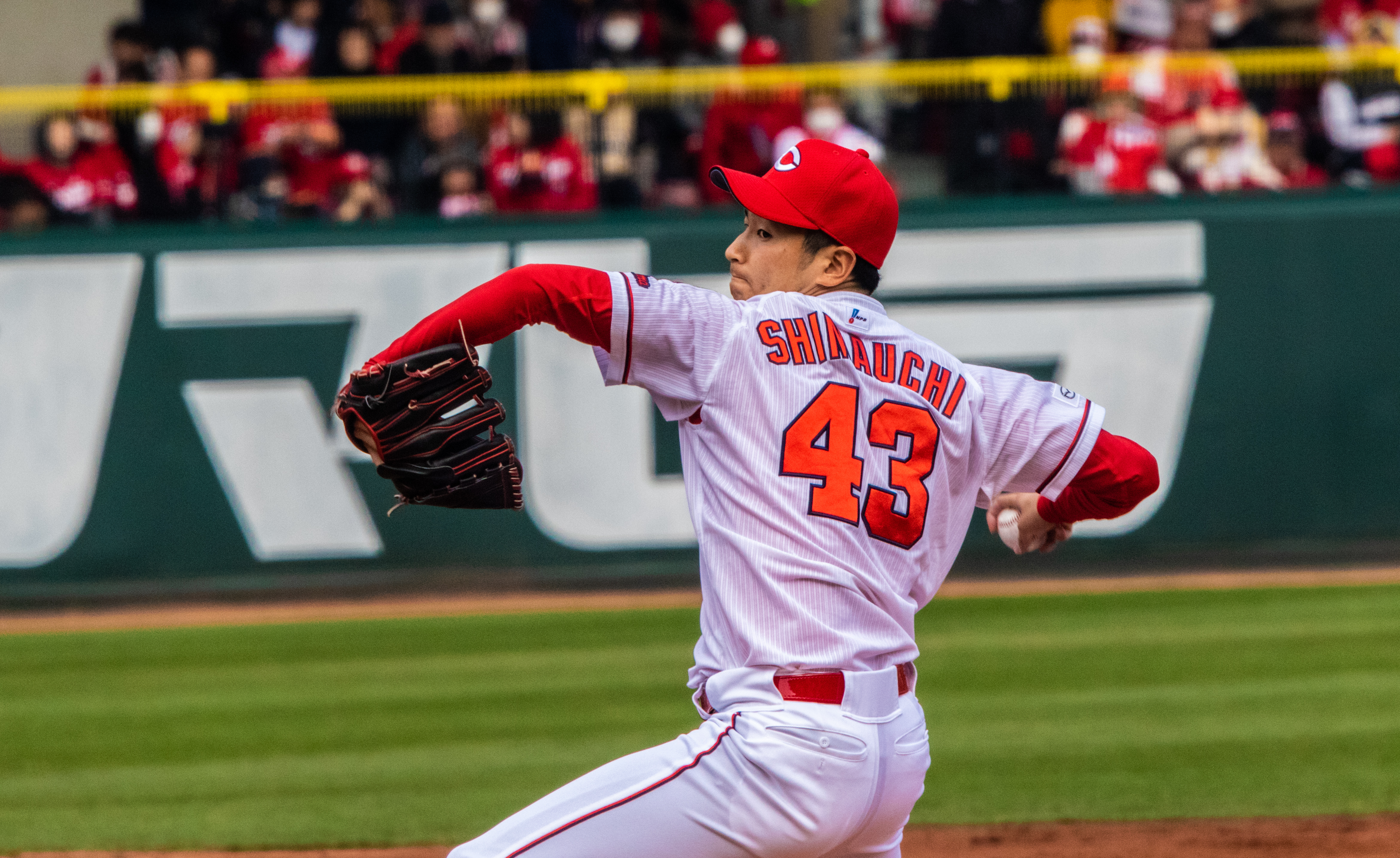
2019年3月12日マツダスタジアムにて

ストレートの最速は158km/h。直球主体のピッチングでチェンジアップなどを交え空振りを奪うのが持ち味。
手本にするのは大学の先輩で同じく広島の大瀬良大地。「大瀬良さんを目標というにはあまりにも遠すぎて・・・」と謙遜するものの、九共大上原忠監督から「大瀬良は練習が終わった後に一人で走っていた」と聞くと「プロに行くためには、自分もやらなくてはいけないと思った」と2月から練習日には欠かさずポール間を走り始めた。
球団スカウトによると、同学年で島内と同じく指名順位を入団条件としていた、当時名城大学の栗林良吏（栗林は2位指名以内）と2位指名を迷ったあげく島内を指名した経緯があった。2年後栗林が社会人野球を経て入団、島内とチームメイトとなった際に『お前のせいで、大学の時にプロに入れなかったんだぞ』と、栗林から冗談を言われたという。
2023年の契約更改交渉時に球団幹部に対し「ファンにはユニフォームよりタオルの方が求めやすい」という理由で、公式販売が無かった自身の物も含め全選手の応援タオル制作を要望した。それを受け早くも2024年1月のカープグッズ内見会で自身の他、支配下・育成全選手、一軍から三軍の首脳陣それぞれの新制作応援タオルが披露され販売されることとなった。

## 詳細情報

### 年度別投手成績
| 年 度     | 球 団     | 登 板 | 先 発 | 完 投 | 完 封 | 無 四 球 | 勝 利 | 敗 戦 | セ 丨 ブ | ホ 丨 ル ド | 勝 率 | 打 者 | 投 球 回 | 被 安 打 | 被 本 塁 打 | 与 四 球 | 敬 遠 | 与 死 球 | 奪 三 振 | 暴 投 | ボ 丨 ク | 失 点 | 自 責 点 | 防 御 率 | W H I P |
| --------- | --------- | ----- | ----- | ----- | ----- | -------- | ----- | ----- | -------- | ----------- | ----- | ----- | -------- | -------- | ----------- | -------- | ----- | -------- | -------- | ----- | -------- | ----- | -------- | -------- | ------- |
| 2019      | 広島      | 25    | 0     | 0     | 0     | 0        | 0     | 0     | 0        | 0           | ----  | 127   | 28.2     | 19       | 1           | 19       | 1     | 2        | 33       | 1     | 0        | 15    | 14       | 4.40     | 1.33    |
| 2020      | 広島      | 38    | 0     | 0     | 0     | 0        | 1     | 0     | 0        | 4           | 1.000 | 166   | 37.2     | 29       | 1           | 28       | 2     | 1        | 48       | 1     | 0        | 23    | 19       | 4.54     | 1.51    |
| 2021      | 広島      | 51    | 0     | 0     | 0     | 0        | 0     | 2     | 0        | 15          | .000  | 205   | 49.0     | 44       | 4           | 14       | 0     | 0        | 51       | 2     | 0        | 20    | 17       | 3.12     | 1.18    |
| 2022      | 広島      | 22    | 0     | 0     | 0     | 0        | 0     | 3     | 0        | 7           | .000  | 91    | 19.0     | 21       | 2           | 11       | 1     | 1        | 20       | 2     | 0        | 13    | 8        | 3.79     | 1.68    |
| 2023      | 広島      | 62    | 0     | 0     | 0     | 0        | 3     | 3     | 2        | 39          | .500  | 235   | 58.1     | 50       | 3           | 17       | 0     | 0        | 64       | 4     | 1        | 17    | 15       | 2.31     | 1.15    |
| 2024      | 広島      | 58    | 0     | 0     | 0     | 0        | 11    | 6     | 0        | 24          | .647  | 238   | 55.1     | 43       | 2           | 27       | 2     | 2        | 53       | 4     | 0        | 20    | 17       | 2.77     | 1.27    |
| 通算：6年 | 通算：6年 | 256   | 0     | 0     | 0     | 0        | 15    | 14    | 2        | 89          | .517  | 1062  | 248.0    | 206      | 13          | 116      | 6     | 6        | 269      | 14    | 1        | 108   | 90       | 3.27     | 1.30    |

- 2024年度シーズン終了時
- 各年度の太字はリーグ最高

### 年度別守備成績
| 年 度 | 球 団 | 投手  | 投手  | 投手  | 投手  | 投手  | 投手     |
| 年 度 | 球 団 | 試 合 | 刺 殺 | 補 殺 | 失 策 | 併 殺 | 守 備 率 |
| ----- | ----- | ----- | ----- | ----- | ----- | ----- | -------- |
| 2019  | 広島  | 25    | 3     | 3     | 0     | 0     | 1.000    |
| 2020  | 広島  | 38    | 0     | 4     | 1     | 2     | .800     |
| 2021  | 広島  | 51    | 1     | 7     | 0     | 0     | 1.000    |
| 2022  | 広島  | 22    | 0     | 6     | 0     | 0     | 1.000    |
| 2023  | 広島  | 62    | 1     | 6     | 0     | 0     | 1.000    |
| 2024  | 広島  | 58    | 3     | 8     | 0     | 0     | 1.000    |
| 通算  | 通算  | 256   | 8     | 34    | 1     | 2     | .977     |

- 2024年度シーズン終了時
- 各年度の太字はリーグ最高

### タイトル
- 最優秀中継ぎ投手：1回（2023年）

### 記録

#### 初記録
投手記録
- 初登板：2019年3月30日、対読売ジャイアンツ2回戦（MAZDA Zoom-Zoom スタジアム広島）、9回表に5番手で救援登板・完了、1回1失点
- 初奪三振：同上、9回表に陽岱鋼から空振り三振
- 初ホールド：2020年8月19日、対横浜DeNAベイスターズ10回戦（MAZDA Zoom-Zoom スタジアム広島）、7回表に2番手で救援登板、1回無失点
- 初勝利：2020年10月31日、対中日ドラゴンズ24回戦（ナゴヤドーム）、7回裏一死に3番手で救援登板、2/3回無失点[24]
- 初セーブ：2023年5月28日、対東京ヤクルトスワローズ9回戦（MAZDA Zoom-Zoom  スタジアム広島）、9回表に3番手で救援登板・完了、1回無失点[25]

打撃記録
- 初打席：2019年6月21日、対オリックス・バファローズ1回戦（MAZDA Zoom-Zoom スタジアム広島）、5回裏に山岡泰輔から投前犠打

#### 節目の記録
- 100ホールド：2025年6月12日、対千葉ロッテマリーンズ3回戦（ZOZOマリンスタジアム）、6回裏に3番手で救援登板、1回無失点 ※広島球団史上3人目[26]

### 背番号
- 43（2019年[9] - ）